# 雷当日县
雷当日县（法语：canton de Redange；德语：Kanton Redingen；卢森堡语：Kanton Réiden）是卢森堡西部的一个县，首府雷当日。 
在2015年卢森堡废除区之前，雷当日县曾属于迪基希區。 

## 行政区划
雷当日县由以下十个市镇组成： 
- 贝克里希
- 埃尔
- 格罗斯布斯
- 普雷策道尔
- 朗布鲁克
- 雷当日
- 索伊尔
- 于塞尔当日
- 维希滕
- 瓦尔

## 合并
- 1846年7月25日，旧市镇Oberpallen被纳入市镇贝克里希。
- 1979年1月1日，旧市镇Arsdorf、Bigonville、Folschette和Perlé（全部来自雷当日县）合并，成立市镇朗布鲁克。成立朗布鲁克的法律于1978年7月27日获得通过。[1]